# بخش غیزانیه
بخش غیزانیه، یکی از بخش‌های شهرستان اهواز در استان خوزستان ایران است. مرکز این بخش، روستای غیزانیه بزرگ است.

## تقسیمات کشوری
- بخش غیزانیه
  - دهستان مشرحات
  - دهستان غیزانیه

## جمعیت
بر پایه سرشماری عمومی نفوس و مسکن در سال ۱۳۹۵، جمعیت بخش غیزانیه برابر با ۲۴٬۶۱۳ نفر بوده است.